# ウェルネス保育園
ウェルネス保育園（ウェルネスほいくえん）は、学校法人タイケン学園グループが運営する保育園である。以前は朝霞市と新座市に所在していたが、現在はどちらとも閉園している。近年、関東圏にて相次いで開園している。
特色として、学校法人タイケン学園のグループ校である専門学校が保育園の教育をサポートしている。日本ウェルネススポーツ専門学校では、リズム体操・園外学習などの体力づくりをスポーツで体を鍛えているトレーナーがサポートする。日本ペット&アニマル専門学校では、専門学校内にいるたくさんのかわいい動物達との「ふれあい保育」を実施している。日本ウェルネス歯科衛生専門学校では、歯科衛生士を目指す生徒が各保育園へ出向き「歯磨き指導」や「歯の発育指導」を行っている。

## 沿革
- 2005年（平成17年）1月 - ウェルネス保育園朝霞園が開園
- 2012年（平成24年）4月 - ウェルネス保育園志木園が開園（新座・志木園として新座市に所在していたが、志木市に移転し志木園と改称）
- 2014年（平成26年）4月 - ウェルネス保育園成増園が開園 ／ ウェルネス保育園朝霞園が閉園
- 2016年（平成28年）4月 - ウェルネス保育園越谷園・茅ヶ崎園が開園
- 2017年（平成29年）4月 - ウェルネス保育園ユーカリが丘園・佐倉園が開園

## 1日の予定
- 7:30 - 開園、自由遊び
- 9:00 - 朝の会・水分補給
- 10:00 - 午前の活動
- 11:00 - 0歳児 昼食
- 11:30 - 昼食
- 12:30 - お昼寝
- 15:00 - おやつ、自由遊び
- 17:00 - お片付け、順次降園
- 18:00 - 水分補給
- 20:00 - 閉園

## 年間行事
- 4月：歯の検診。日本ウェルネス歯科衛生専門学校の歯科衛生士を目指す生徒達が「はみがき指導」や「しつけ指導」「歯の発達指導」を実施。
- 5月：春の遠足。
- 9月：日本ペット&アニマル専門学校にてペットとのふれあい保育（子犬・子猫とのふれあい、お魚鑑賞）を実施する。
- 10月：ハロウィン。子ども達がそれぞれの衣装で登園。ゲームをしたりダンスを踊ったりする。
- 12月：クリスマス会。園児達がクリスマスの飾りつけを作る。
- 2月：節分豆まき。自分たちで作ったお面をかぶって豆まきをする。
- 3月：ひな祭り。3歳から5歳までの子ども達が雛人形を制作し、保育園の玄関に飾る。 ／ 卒園式。保育証書を園で受け取る。

## 所在地等
ウェルネス保育園 成増園
- 東京都板橋区成増1-5-9
- 開園時間
  - 平日 07:00 - 18:30
  - 土曜 07:00 - 18:30
- アクセス
  - 東武東上線「成増駅」南口徒歩約10分

保育園 志木園
- 埼玉県志木市柏町5-5-38
- 開園時間
  - 平日 07:00 - 20:00
  - 土曜 07:00 - 20:00
- アクセス
  - 東武東上線「志木駅」南口徒歩約10分

保育園 越谷園
- 埼玉県越谷市レイクタウン3-1-11レイクタウンmori
- 開演時間
  - 平日 7:00 - 18:30
  - 土曜 7:00 - 18:30

保育園 茅ヶ崎園
- 神奈川県茅ヶ崎市茅ヶ崎2-7イオンスタイル湘南茅ヶ崎内
- 開演時間
  - 平日 7:00 - 18:30
  - 土曜 7:00 - 18:30